# Mall of Africa
Mall of Africa é um shopping center localizado em Waterfall City, Midrand, Gauteng, República Sul-Africana. É o terceiro maior shopping monofásico a ser construído na África, mas menor que os shopping centers Gateway, Sandton, Menlyn e Fourways Mall . A área total de varejo é de 130.000 metros quadrados. O shopping tem dois andares principais de compras, bem como uma praça de alimentação ao ar livre que se conecta diretamente ao Waterfall City Park.

## História
O Mall of Africa foi criado para ser a peça central de Waterfall City, um futuro empreendimento de uso misto localizado em Midrand, Gauteng . Localizado entre Joanesburgo e Pretória, o Mall and Waterfall é facilmente acessível à maior parte de Gauteng. A construção começou em 2012 e foi originalmente planejada para abrir em março de 2016, mas posteriormente foi programada para abril de 2016.

### Acontecimentos da inauguração
O shopping foi aberto ao público em 28 de abril de 2016 e resultou em congestionamento de tráfego intenso ao longo das rodovias N1, N3, bem como na maioria das estradas que levam à Midrand. Algumas lojas tiveram vendas no dia de abertura que atraíram centenas de compradores para filas que se estenderam pelas esquinas da entrada das lojas, o que levou alguns compradores a questionar se as lojas estavam preparadas para a abertura.

## Inquilinos
O Mall of Africa tem inquilinos âncora, incluindo a loja de departamentos Woolworths e os hipermercados Game e Checkers Hyper. O shopping também possui lojas próprias na África do Sul para marcas internacionais como H&M, Cotton On e Forever 21 . Além de introduzir novas marcas na África do Sul, como Starbucks, Mango Man, The Kooples, Boutique Adela, Zara Home, Armani Exchange, Under Armour e Interoptika.

## dsgrsxgtdProjeto
O design do shopping foi inspirado nas características geológicas da África, como evidenciado por seus pátios. O Crystal Court está localizado na seção norte do shopping, representando a riqueza mineral da África Austral com padrões geométricos nítidos. O Great Lakes Court está localizado na seção leste do shopping, representando os Grandes Lagos principalmente da África Oriental e foi construído com materiais leves. O Desert Court está localizado na seção sul do shopping, representando o deserto do Saara do norte da África e possui motivos calmos usados em tapetes tradicionais berberes. O Pátio de Oleum está localizado na seção ocidental do shopping, representando a riqueza petrolífera da África Ocidental. O Forest Walk Court está no centro do shopping, representando a África Central e suas florestas tropicais.